# Terminus (seria wydawnicza)
Terminus – seria wydawnicza Oficyny Naukowej zapoczątkowana w 1993 roku. W ramach serii, która współfinansowana jest przez Fundację Współpracy Polsko-Niemieckiej, wydawane są dzieła współczesnych, głównie niemieckich i polskich filozofów.

## Wydane tomy
1. Hans-Georg Gadamer, Aktualność piękna (1993)
2. Odo Marquard, Rozstanie z filozofią pierwszych zasad (1994)
3. Odo Marquard, Apologia przypadkowości (1994)
4. Hans Lenk, Filozofia pragmatycznego interpretacjonizmu (1995)
5. Peter L. Berger, Rewolucja kapitalistyczna (1995)
6. Peter Winch, Idea nauki o społeczeństwie i jej związki z filozofią (1995)
7. Hans-Michael Baumgartner, Granice rozumu (1996)
8. Zdzisław Krasnodębski, Postmodernistyczne rozterki kultury (1996)
9. Josef Mitterer, Tamta strona filozofii (1996)
10. Wolf Lepenies, Niebezpieczne powinowactwa z wyboru. Eseje na temat historii nauki (1996)
11. Bruce Ackerman, Przyszłość rewolucji liberalnej (1996)
12. Hans Blumenberg, Rzeczywistości, w których żyjemy (1997)
13. Joachim Wehler, Zarys racjonalnego obrazu świata (1998)
14. Wolfgang Welsch, Nasza postmodernistyczna moderna (1998)
15. Marek J. Siemek, Hegel i filozofia (1998)
16. Andrzej M. Kaniowski, Supererogacja. Zagubiony wymiar etyki (1999)
17. Ernst Tugendhat, Bycie. Prawda. Rozprawy filozoficzne (1999)
18. Hermann Mörchen, Władza i panowanie u Heideggera i Adorna (1999)
19. Dieter Birnbacher, Odpowiedzialność za przyszłe pokolenia (1999)
20. Jerzy Kmita, Wymykanie się uniwersaliom (2000)
21. Pierre Bourdieu, Loïc J.D. Wacquant, Zaproszenie do socjologii refleksyjnej (2001)
22. Robert Spaemann, Osoby. O różnicy między czymś a kimś (2001)
23. Odo Marquard, Szczęście w nieszczęściu. Rozważania filozoficzne (2001)
24. Herbert Schnädelbach, Rozum i historia (2001)
25. Herbert Schnädelbach, Próba rehabilitacji animal rationale (2001)
26. Ryszard Panasiuk, Przyroda – Człowiek – Polityka (2002)
27. Marek J. Siemek, Wolność, rozum, intersubiektywność (2002)
28. Gernot Böhme, Filozofia i estetyka przyrody (2002)
29. Bernhard Waldenfels, Topografia obcego (2002)
30. Manfred Frank, Świadomość siebie i poznanie siebie (2002)
31. Karl Heinz Bohrer, Absolutna teraźniejszość (2003)
32. Manfred Sommer, Zbieranie (2004)
33. Jürgen Habermas, Od wrażenia zmysłowego do symbolicznego wyrazu (2004)
34. Josef Mitterer, Ucieczka z dowolności (2004)
35. Josef Simon, Filozofia znaku (2004)
36. Ernst Tugendhat, Wykłady o etyce (2004)
37. Jürgen Habermas, Działanie komunikacyjne i detranscendentalizacja rozumu (2004)
38. Rudiger Bubner, Doświadczenie estetyczne (2005)
39. Robert Spaemann, Granice. O etycznym wymiarze działania (2006)
40. Herbert Schnädelbach, Hegel. Wprowadzenie (2007)
41. Karl Heinz Bohrer, Nagłość. Chwila estetycznego pozoru (2007)
42. Franz von Kutschera, Wielkie pytania (2007)
43. Wojciech Chudy, Esej o społeczeństwie i kłamstwie 1. Społeczeństwo zakłamane (2007)
44. Wojciech Chudy, Esej o społeczeństwie i kłamstwie 2. Kłamstwo jako metoda (2007)
45. Eduard Picker, Godność człowieka a życie ludzkie (2007)
46. Odo Marquard, Aesthetica i anaesthetica. Rozważania filozoficzne (2007)
47. Lambert Wiesing, Widzialność obrazu. Historia i perspektywy estetyki formalnej (2008)
48. Helmuth Plessner, Granice wspólnoty. Krytyka radykalizmu społecznego (2007)
49. Robert Spaemann i Reinhard Löw, Cele naturalne. Dzieje i ponowne odkrycie myślenia teleologicznego (2008)
50. Bernhard Waldenfels, Podstawowe motywy fenomenologii obcego  (2009)
51. Reinhart Koselleck, Dzieje Pojęć Studia Z Semantyki I Pragmatyki Języka Społeczno-Politycznego (2011)
52. Eva Illouz, Uczucia w dobie kapitalizmu (2012)[1]